# Dorian Leigh
Dorian Leigh (23 de abril de 1917 - 7 de julio de 2008) fue una de las primeras modelos fotográficas famosas de origen  estadounidense. Ha sido considerada por algunos como la primera supermodelo, junto con Lisa Fonssagrives. Fue la musa de numerosos diseñadores de modas y en la década de 1950 se convirtió en el rostro oficial de la marca Revlon, en la línea de lápiz de labios “Fuego y hielo” (en inglés “Fire and Ice”).

## Biografía

### Inicios
Dorian Elizabeth Leigh Parker, nació el 23 de abril de 1917 en la ciudad de San Antonio, en el estado de Texas, Estados Unidos. Su padre, George Parker era un químico e inventor, que había logrado obtener riqueza por sus métodos de grabado al ácido. Fue conocida artísticamente como Dorian Leigh, debido a que decidió omitir su apellido por la oposición de sus padres a que fuera modelo. Su hermana menor era la también afamada modelo Suzy Parker, que inició su carrera después de que Dorian la recomendara en Ford Models.
Durante su juventud, Dorian estudió en el instituto Randolph Macon College, en Virginia. Durante sus estudios contrajo matrimonio con Marshall Hawkins, con quien tuvo dos hijos. Años después la pareja se divorció, y Dorian decidió estudiar cálculo en la Universidad de Nueva York.

### Carrera profesional
Después de graduarse, empezó a trabajar para la marina de los Estados Unidos en el área de mecánica, luego en una empresa de aviación diseñando alas de aviones y finalmente en la empresa Republic Pictures como publicista. En 1944, fue descubierta como modelo y contratada por la agencia Harry Conover Agency. El dueño de esta agencia recomendó a Dorian que se presentase en la revista de moda Harper's Bazaar y la editora Diana Vreeland la eligió como modelo de la portada de junio de 1944. A partir de este momento recibió varias ofertas de modelaje y durante su trayectoria apareció en seis portadas de la revista Vogue y en cincuenta portadas de otras revistas. Fue la musa de varios fotógrafos reconocidos como Avedon, Beaton y Blumenfeld. En los años 1950 las modelos fotográficas eran mejor remuneradas que las modelos de pasarela, llegando a obtener un sueldo anual de 300000 dólares, una cifra sorprendente para la época.
Dorian se retiró del modelaje en la década de 1960 y decidió abrir una agencia de modelaje en París, y numerosos restaurantes y servicios de cáterin en esta ciudad, Nueva York e Italia. Sin embargo, su negocio de modelaje fracasó. Se ha rumoreado que fue la inspiración para la creación del personaje Holly Golightly interpretado por Audrey Hepburn en la película Breakfast at Tiffany's, que está basada en la novela homónima de Truman Capote.
Dorian escribió tres libros, bajo el nombre Dorian Leigh Parker. El primer libro se tituló La chica que lo tenía todo (en inglés The Girl Who Had Everything), en donde narra su vida como modelo. Luego publicó dos libros de cocina titulados Pancakes y Doughnuts.

### Vida privada
Durante su vida estuvo relacionada sentimentalmente con escritores famosos, fotógrafos y músicos. Contrajo matrimonio en cuatro ocasiones, todos terminaron en divorcio, tuvo cinco hijos. A mediados de los años 50 vivió una relación extramarital con el atleta y playboy español Alfonso de Portago, con quien tuvo a su cuarto hijo, llamado Kim Blas Parker, que se suicidó a los 22 años.
El 7 de julio de 2008, Dorian Leigh falleció a los 91 años de edad, padeciendo la enfermedad de Alzheimer, en la ciudad de Falls Church, Virginia.

## Filmografía
| Año  | Película          |
| ---- | ----------------- |
| 1958 | Anna la bonne     |
| 1961 | Les Mauvais coups |